# Internationales Institut für humanitäres Recht

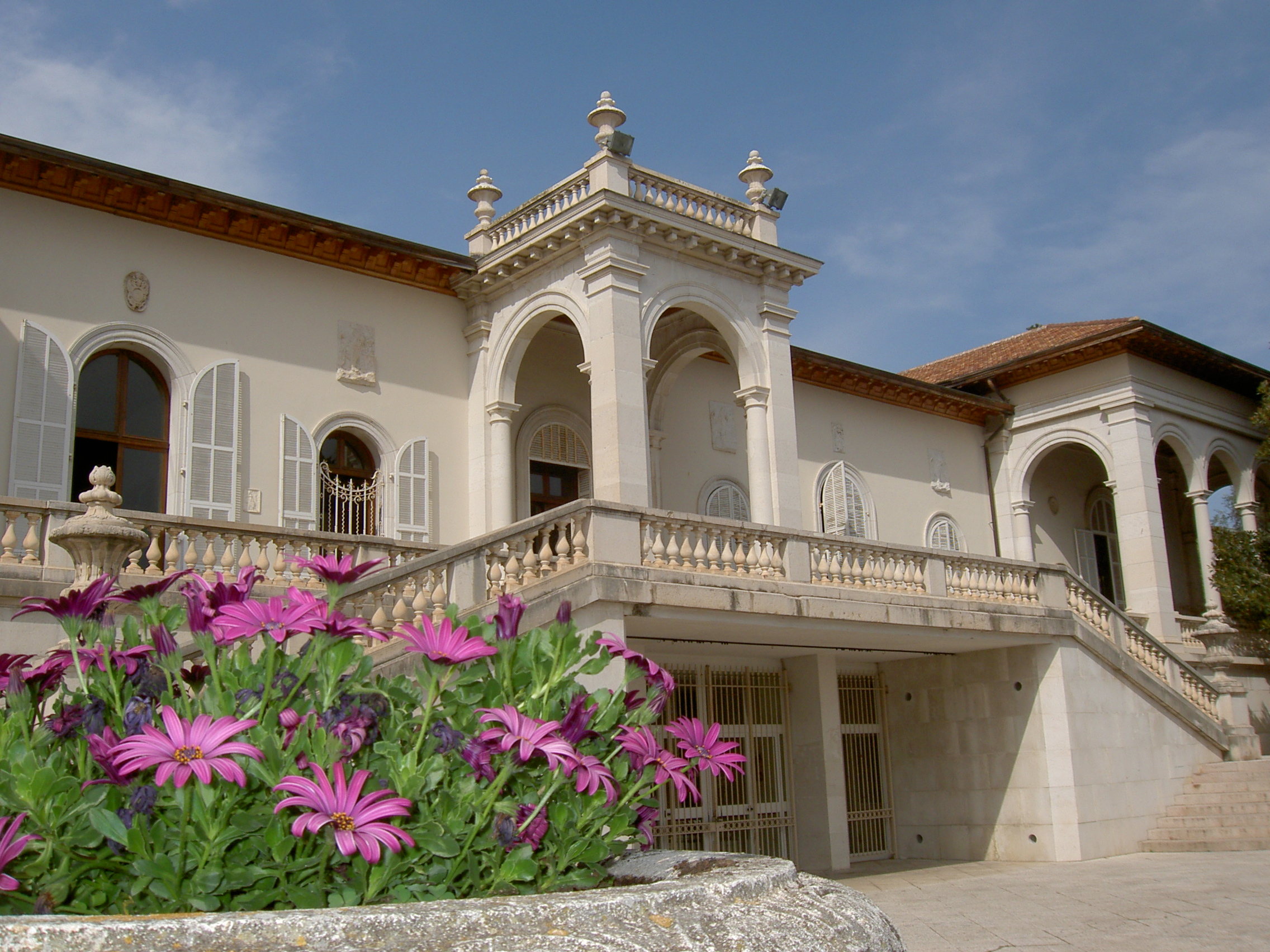
Die Villa Ormond in Sanremo, Sitz des Instituts

Das Internationale Institut für humanitäres Recht, englisch International Institute of Humanitarian Law (IIHL), ist eine unabhängige und gemeinnützige Institution, deren Ziel die Verbreitung und Weiterentwicklung des humanitären Völkerrechts, der Menschenrechte sowie des Flüchtlingsrechts ist. Es wurde am 26. September 1970 auf Initiative einer Gruppe italienischer Professoren sowie des Bürgermeisters der Stadt Sanremo gegründet. Sitz des IIHL in Sanremo ist die Villa Ormond, darüber hinaus besteht ein Verbindungsbüro in der Schweizer Stadt Genf. Das Emblem des IIHL zeigt einen nach links gerichteten stilisierten weißen Schwan auf blauem Grund.

## Aktivitäten
Die Tätigkeit des Internationalen Instituts für humanitäres Recht umfasst insbesondere Kurse mit unterschiedlicher Dauer und Schwerpunktsetzung zu verschiedenen Aspekten des humanitären Rechts. Hauptzielgruppen dieser Veranstaltungen sind Armeeangehörige aus verschiedenen Ländern, Mitarbeiter von Regierungen und Diplomaten, Repräsentanten von Nichtregierungsorganisationen sowie Studenten. Insbesondere hinsichtlich der Ausbildung von Offizieren im humanitären Völkerrecht ist das IIHL weltweit führend.
Darüber hinaus organisiert das Institut rechtswissenschaftliche Konferenzen und andere Tagungen. Es ist an verschiedenen Forschungsvorhaben beteiligt und gibt eine Reihe von Veröffentlichungen heraus, so in der jüngeren Vergangenheit beispielsweise das 1994 erschienene San Remo Manual zum Recht bei bewaffneten Konflikten auf See sowie ein 2006 herausgegebenes Handbuch zum Recht bei nicht-internationalen bewaffneten Konflikten.

## Organisation und Finanzierung
Das Internationale Institut für humanitäres Recht kooperiert eng mit anderen im Bereich des humanitären Rechts tätigen Organisationen wie beispielsweise dem Internationalen Komitee vom Roten Kreuz (IKRK), dem Hochkommissariat der Vereinten Nationen für Flüchtlinge (UNHCR) sowie der Internationalen Organisation für Migration (IOM). Es hat Beraterstatus im Wirtschafts- und Sozialrat der Vereinten Nationen und im Europarat.
Mitglieder des Instituts sind Personen mit herausragender Kompetenz und Aktivitäten im Bereich des humanitären Rechts. Organisationen und Einrichtungen können ebenso wie Staaten sowie staatliche Institutionen und Behörden assoziierte Mitglieder ohne Stimmrecht werden. So sind die Stadt Sanremo und das Italienische Rote Kreuz Ex-officio-Mitglieder.
Zu den Organen des Instituts zählen die Generalversammlung, der von der Generalversammlung gewählte Rat sowie der aus dem Präsidenten, den Vizepräsidenten, dem Schatzmeister und dem Generalsekretär bestehende Vorstand. Das Institut finanziert seine Aktivitäten hauptsächlich aus Zahlungen von assoziierten Mitgliedern sowie durch Kursgebühren.